# 君の視線が止まる先に
『君の視線が止まる先に』 (原題：너의 시선이 머무는 곳에、英題：Where Your Eyes Linger) は、ハン・ギチャン、チャン・ウィス、チェ・ギュリ、チョン・ジェヨンが主演を務める韓国のウェブドラマである。 2020年5月22日から2020年6月12日まで毎週金曜日の正午に二話ずつ公開された。韓国ではアプリW-STORYで公開され、世界200ヵ国以上で動画ストーリーミングサイトVikiで公開された。なお、日本では動画配信サービスRakuten TV（楽天TV）・U-NEXTが公開している。
ディレクターズカット版は当初、2020年6月に韓国で劇場公開される予定だったが最終的には2020年7月16日にNetflix Korea、Wavve、TVing、Naver TVというストリーミングプラットフォームを通じてオンラインで公開された。日本では2020年10月2日に劇場公開された。

## 登場人物
- ハン・テジュ（演 - ハン・ギチャン）[6]
- カン・グク（演 - チャン・ウィス）[7]
- チョ・ヘミ（演 - チェ・ギュリ）
- キム・ピルヒョン（演 - チョン・ジェヨン）

## OST（オリジナル・サウンドトラック）
2020年6月5日にMusic&Newよりリリースされた。なお、日本版は2020年8月26日にキングレコードよりリリースされた。日本版には特別に日本語バージョンの歌が収録されている。
| #         | タイトル                      | 作詞                      | 作曲・編曲   | Artist      | 時間 |
| --------- | ----------------------------- | ------------------------- | ------------ | ----------- | ---- |
| 1.        | 「YOU」                       | RUNY                      | RUNY, IVeR   | THE MAN BLK | 3:13 |
| 2.        | 「Light」                     | RUNY                      | RUNY, IVeR   | クムジョ    | 3:35 |
| 3.        | 「君のこと」                  | Jung Se-in                | RUNY, Flum3n | RUNY        | 4:12 |
| 4.        | 「See U」                     | Kim Bo-young, Lee Gyeo-la | Kim Bo-young | ホ・ジョン  | 3:29 |
| 5.        | 「YOU（Japanese ver.）」      |                           | RUNY, IVeR   | THE MAN BLK | 3:13 |
| 6.        | 「Light（Japanese ver.）」    |                           | RUNY, IVeR   | クムジョ    | 3:35 |
| 7.        | 「君のこと（Japanese ver.）」 |                           | RUNY, Flum3n | RUNY        | 4:12 |
| 8.        | 「YOU」(Inst.)                |                           | RUNY, IVeR   |             | 3:13 |
| 9.        | 「Light」(Inst.)              |                           | RUNY, IVeR   |             | 3:35 |
| 10.       | 「Looking At You」(Inst.)     |                           | RUNY, Flum3n |             | 4:12 |
| 11.       | 「See U」(Inst.)              |                           | Kim Bo-young |             | 3:29 |
| 合計時間: | 合計時間:                     | 合計時間:                 | 39:58        |             |      |

## エピソード
| 通算 話数 | 日本語タイトル         | 原題                 | 監督           | 公開日        |
| --------- | ---------------------- | -------------------- | -------------- | ------------- |
| 1         | "いけない癖"           | 안좋은 버릇          | ファン・ダスル | 2020年5月22日 |
| 2         | "対等な関係"           | 동등한 관계          | ファン・ダスル | 2020年5月22日 |
| 3         | "逃げたくなる瞬間"     | 도망치고 싶은 순간   | ファン・ダスル | 2020年5月29日 |
| 4         | "影に生まれた自我"     | 그림자에게 생긴 자아 | ファン・ダスル | 2020年5月29日 |
| 5         | "また別の視線"         | 또 다른 시선         | ファン・ダスル | 2020年6月5日  |
| 6         | "15年の友情に終止符"   | 15 년 우정의 마침표  | ファン・ダスル | 2020年6月5日  |
| 7         | "仲直り"               | 화해                 | ファン・ダスル | 2020年6月12日 |
| 8         | "俺はお前が好きだから" | 내가 널 좋아하니까   | ファン・ダスル | 2020年6月12日 |